# Чернявський Олександр Григорович
Чернявський Олександр Григорович — радянський, український кіноактор.

## З життєпису
Народився 22 лютого 1957 р. на ст. Незамаївська Краснодарського краю.
Закінчив Всесоюзний державний інститут кінематографії (1978).
Працює на Київській кіностудії ім. О. П. Довженка.
Член Національної спілки кінематографістів України.

## Фільмографія
- «Під сузір'ям Близнюків» (1979)
- «Вигідний контракт» (1979)
- «Беремо все на себе» (1980)
- «Ярослав Мудрий» (1981)
- «Три гільзи від англійського карабіна» (1983, епіз.)
- «І ніхто на світі...» (1986)
- «Нас водила молодість...» (1986)
- «Казка про гучний барабан» (1987, капітан)
- «Штормове попередження» (1988)
- «Війна на західному напрямку» (1990)
- «Розпад» (1990)
- «Афганець» (1991)
- «Вінчання зі смертю» (1992)
- «Стамбульський транзит» (1992)
- «Для домашнього огнища» (1992)
- «Заручники страху» (1993)
- «Обережно! Червона ртуть!» (1995) та ін.